# Gare de Caldes de Malavella
La gare de Caldes de Malavella (en catalan : estació de Caldes de Malavella) est une gare ferroviaire espagnole appartenant à ADIF, située sur le territoire de la commune de Caldes de Malavella, dans la comarque de la Selva, dans la province de Gérone, en Catalogne. La gare est inscrite à l'Inventaire du patrimoine architectural de Catalogne
Elle est mise en service en 1862 par les Caminos de Hierro de Barcelona a Gerona. C'est une gare d'ADIF, desservie par des trains de banlieue de Rodalia de Gérone et des trains régionaux de Rodalies de Catalunya.

## Situation ferroviaire
La gare de Caldes de Malavella est située au point kilométrique (PK) 13,537 de la ligne Barcelone - Gérone - Portbou dans sa section entre Maçanet-Massanes et Cerbère, entre les gares en service de Riudellots et de Sils. Son altitude est de 94,5 mètres.

## Histoire
La gare a été inaugurée le 3 mars 1862 avec la mise en service du tronçon Maçanet-Massanes - Gérone destiné à relier Barcelone à la frontière française. Les travaux ont été réalisés par les Caminos de Hierro de Barcelona a Gerona (qui deviendra la TBF) fondée en 1862. En 1889, TBF accepta de fusionner avec la puissante MZA. Cette fusion fut maintenue jusqu'en 1941, année de la nationalisation du chemin de fer en Espagne entraînant la disparition de toutes les sociétés privées existantes et la création de la RENFE.
Depuis le 31 décembre 2004, Renfe Operadora exploite la ligne, tandis qu’ADIF est propriétaire de toutes les installations ferroviaires.
L'actuel bâtiment voyageurs a été construit en 1929 substituant l'original de 1862 qui possédait également un bâtiment marchandises.
En 2016, 433 000 passagers (se répartissant en 225 000 montées et 208 000 descentes) ont transité dans la gare de Caldes de Malavella.
En 2016, les quais de la gare ont été rehaussés sur une section de 200 m et des passages souterrains ont remplacé les passages sur les voies.

## Service des voyageurs

### Accueil
La gare est située à l'est du centre-ville de Caldes de Malavella au bout de l'avenue Dr. Furest. Les quais sont reliées par un passage souterrain accessible en escalier ou en ascenseur. Ceux-ci disposent également d'un auvent chacun. 

### Desserte
La gare de Caldes de Malavella est desservie par les trains régionaux de la ligne R11 de Rodalies de Catalunya et les trains de la ligne RG1 de la Rodalia de Gérone.

### Intermodalité
La gare est desservie par les lignes 5 et 43 des bus Moventis Sarfa.

## La gare
La gare possède actuellement deux voies principales (voies 1 et 2), une dévié vers la gauche en direction de Portbou (voie 4) et deux autres voies avec heurtoir reliées aux principales en direction de Barcelone (voies 3 et 5). De plus, il y a une troisième voie hors service (voie 7) derrière le bâtiment marchandises. 
La gare dispose de deux quais qui servent pour les voies 1, 2, 3 et 4 bien que pour la voie 3, la longueur de quai est réduite. Les quais sont reliés par un passage souterrain accessible par des escaliers ou des ascenseurs. Chaque quai dispose d'un auvent.
Le bâtiment voyageurs est situé à droite des voies et suit le modèle habituel de gares de cette ligne.

### Bâtiment
Le bâtiment de la gare de Caldes de Malavella est inscrite à l'Inventaire du patrimoine architectural de Catalogne. C’est une gare située dans le noyau urbain, au bout de l’avenue Dr. Furest. Il se compose de trois parties, la principale est utilisée pour le service des voyageurs au rez-de-chaussée et comme habitations dans les deux étages. Les parties latérales ont seulement un rez-de-chaussée et un étage et leurs toits sont utilisés comme terrasses. Toutes les ouvertures sont en arc réduit, à l'exception de celles du dernier étage de la partie centrale, qui sont rectangulaires et géminées. En outre, ils sont tous mis en évidence par une petite moulure, comme les coins et les angles du bâtiment. La corniche est moulée et les terrasses sont ornées de pinacles et d'un médaillon central. À l'intérieur du bâtiment, il y a beaucoup de céramiques avec des motifs végétaux.

## Services ferroviaires

### Rodalia de Gérone
Le Pla de Transport de Catalunya 2008-2012 prévoyait la création d'un réseau de trains de banlieue de Gérone, c'est une des gares où s'arrêtent les Rodalies de Gérone,.